# Забайкалски край
Забайкалски край е субект на Руската федерация. Влиза в състава на Сибирския федерален окръг. Площ 431 892 km2 (10-о място по големина в Руската Федерация, 2,52% от нейната площ). Население към 2018 г. 1 072 806 души. Административен център град Чита. Разстояние от Москва до Чита 6074 km.

## Историческа справка
През 1654 г. руския първопроходец Пьотър Бекетов основава Нерчинския острог, първото руско селище в района, което през 1690 г. получава статут на град. През 1783 г. Сретенската крепост е призната за град Сретенск, а през 1851 г. селището Чита става град и административен център на новообразуваната Забайкалска област. През април 1920 г. тя е преобразувана в Далекоизточна република, а на 15 ноември 1922 г. – в Далекоизточна област. На 26 септември 1937 г. Далекоизточната област е преименувана на Читинска област, която включва до 31 март 1992 г. в състава си Агинския Бурятски автономен окръг. От 31 март 1992 г. до 1 март 2008 г. Агинския Бурятски автономен окръг е отделен субект на Руската Федерация. На 1 март 2008 г. Читинска област и Агинския Бурятски автономен окръг се обединяват в нов субект на Руската Федерация – Забайкалски край.

## Географска характеристика

### Географско положение, граници, големина
Забайкалският край е разположен в крайната югоизточна част на Сибир, в Забайкалието. На запад и северозапад граничи с Република Бурятия, на север – с Иркутска област, на североизток – с Република Якутия и Амурска област, на изток – с Китай, а на юг – с Монголия. В тези си граници заема площ от 431 892 km2 (10-о място по големина в Руската Федерация, 2,52% от нейната територия).
В югозападната част на региона се намира Агѝнската степ.

### Релеф
В релефа на края преобладават средновисоките планини (до 600 – 700 m), разделени от обширни плата с хълмист релеф, котловини и равнини. В северните и източни райони на Забайкалски край са разположени Становата планинска земя (височина до 3072 m, най-високата точка на края), мощния Каларски хребет (връх Скалисти Голец 2519 m), платото Ольокмински Становик (връх Кропоткин 1908 m), части Витимското, Патомското и Ольокмо-Чарско плата. На югозапад се простира Хентей-Чикойската планинска земя (връх Барун Шабартуй 2519 m), която включва хребетите: Цаган Хуртей (1579 m), Яблонов (1644 m), Черски (1323 m), Даурски, Могойтуйски (1662 m) и други, разделени помежду си от дълбоки долини и котловини. Всички те се простират в посока от югозапад на североизток. Източно от Хентей-Чикойската планинска земя се простира обширната Приононска равнина. В крайната югоизточна част на Забайкалски край, между реките Онон, Шилка и Аргун се простират хребетите: Боршчовочен (1498 m), Газимурски, Урюмкански и др.

### Климат
Климатът в Забайкалския край е рязко континентален, с продължителна и суха зима и топло, но кратко лято. Средна януарска температура от -26 °C на юг до -33 °C на север, средна юлска съответно от 21 °C до 17 °C. Годишната сума на валежите е малка (240 – 400 mm) и голям процент от тях падат през лятото. Продължителността на безмразовия период е от 120 на север до 160 денонощия на юг. В северните части широко е разпространена вечно замръзналата почва.

### Води
Речната мрежа на Забайкалски край включва 44 310 реки и потоци, от тях с дължина над 10 km – 88 420 km. По територията на края преминава главния вододел между Северния Ледовит океан и Тихия океан, като тук са разположени горните течения на реките отнасящи се към водосборните басейни на Енисей, Лена и Амур. Недалеко от град Чита, в Яблоновия хребет се намира връх Палас, от склоновете на който водят началото си три малки реки принадлежащи към тези три водосборни басейна. Част от южните райони на Забайкалския край попадат в безотточната област на големите езера Барун-Торей и Зун-Торей. Големите реки, принадлежащи към водосборния басейн на река Лена са нейните десни притоци Витим (с притоците си Калакан, Калар и Каренга) и Ольокма (с притоците си Тунгир, Нюкжа и Чара). Главните реки в Амурския водосборен басейн е река Амур, с най-горното си течение, притокът ѝ Амазар и двете съставящи я реки Шилка (лява съставяща, с притоците си Нерча, Черна, Ингода и Онон) и Аргун (дясна съставяща, с притока си Газимур). Големите реки протичащи през Забайкалския край и принадлежащи към водосборния басейн на Енисей са реките Хилок и Чикой (с притока си Менза), десни притоци на река Селенга, вливаща се в езерото Байкал. Най-голямата река протичаща в безотточната област и вливаща се в езерото Барун-Торей е река Улдза (на територията на Забайкалски край е само устието ѝ, а останалото течение на монголска територия).
На територията на Забайкалски край има около 1500 езера с обща площ 2310 km2. В Забайкалски край са се оформили три езерни района – езерните падини по периферията на Байкалската рифтова зана, езерата в Централното Забайкалие и степните езера в югоизточната част на края. По произход езерата в района са: тектонски, крайречни, термокарстови, реликтови, моренни и др. Някоиот водоемите се свързват помежду си с протоци и образуват големи езерни системи – Торейска, Ивано-Арахлейска и др. За езерата в степните райони са характерни резки годишни и сезонни колебания на езерното ниво, което предизвиква пресъхването даже на големи водоеми. В Забайкалски край има 13 езера с площ над 10 km2, като най-големите са Торейските езера (Барун-Торей, Зун-Торей), езерата в Ивано-Арахлейската езерна система (Арахлей, Шакша и др.) и други.

### Почви, растителност, животински свят
Най-голямо разпространение имат планинските подзолисти почви, в степите – черноземни и кафяви почви, в междупланинските котловини – ливадните и ливадно-черноземните почви.
Около половината от територията на Забайкалския край е покрита с гори, като общите запаси се изчисляват на 2,3 млрд. m3, в т.ч. даурска лиственица 78,6%, бор 12%, кедър 4,9%, бреза 3,2%.
В горите обитават ценни животински видове – собол, белка, хермелин, лисица, кафява мечка, рис, лос, сърна, дива свиня, северен елен, зубър. В степните и лесостепните райони – борсук, вълк, катерица, заек, черна змия и др. От птиците: глухар, тетерев, кълвач, кукувица, чучулига, патка, жерав, дропла.

## Население
На 1 януари 2017 г. населението на Забайкалския край е 1 078 983 души (48-о място в Руската Федерация, 0,73% от цялото население), плътност 2,5 души/km2, градско население 68,03%. Основна част от населението живее в южните и централни райони на края, а северните чу части са слабо заселени.
Етнически състав
Народи над 1000 души за 2010 г. при население от 1 107 107 души:
- Руснаци – 977 400 (89,9 %)
- Буряти – 73 941 (6,8 %)
- Украинци – 6743 (0,6 %)
- Татари – 5857 (0,5 %)
- Арменци – 3943 (0,3 %)
- Азербайджанци – 2045 (0,3 %)
- Киргизи – 1634 (0,2 %)
- Беларуси – 1544 (0,2 %)
- Узбеки – 1515 (0,2 %)
- Евенки – 1387 (0,1 %)

## Административно-териториално деление
В административно-териториално отношение Забайкалски край се дели на 4 краеви градски окръга и 31 муниципални района. Има 10 града, в т. ч. 2 града с краево подчинение (Чита и Петровск-Забайкалски) и 8 града с районно подчинение и 39 селища от градски тип няма
| Административна единица  | Площ (km2) | Население (2017 г.) | Административен център   | Население (2017 г.) | Разстояние до Чита (в km) | Други градове и сгт с районно подчинение    |
| ------------------------ | ---------- | ------------------- | ------------------------ | ------------------- | ------------------------- | ------------------------------------------- |
| Краеви градски окръзи    |            |                     |                          |                     |                           |                                             |
| Чита                     | 562        | 347 088             | гр. Чита                 | 347 088             |                           |                                             |
| Агински                  | 65         | 18 001              | сгт Агинское             | 347 088             | 167                       |                                             |
| Горни                    | ?          | 11 337              | сгт Горни                | 11 337              | 65                        |                                             |
| Петровск-Забайкалски     | 300        | 16 524              | гр. Петровск-Забайкалски | 16 524              | 413                       |                                             |
| Муниципални райони       |            |                     |                          |                     |                           |                                             |
| 1. Агински               | 6180       | 17 113              | сгт Агинское             |                     | 167                       | Новоорловск, Орловски                       |
| 2. Акшински              | 7500       | 9195                | с. Акша                  | 3383                | 269                       |                                             |
| 3. Александрово-Заводски | 7650       | 7785                | с. Александровски Завод  | 2458                | 510                       |                                             |
| 4. Балейски              | 5050       | 18 333              | гр Балей                 | 11 370              | 350                       |                                             |
| 5. Борзински             | 8670       | 47 569              | гр. Борзя                | 28 983              | 349                       | Шерловая Гора                               |
| 6. Газимуро-Заводски     | 14 500     | 8904                | с. Газимурски Завод      | 3731                | 554                       |                                             |
| 7. Дулдургински          | 7200       | 14 392              | с. Дулдурга              | 6489                | 186                       |                                             |
| 8. Забайкалски           | 5254       | 21 252              | сгт Забайкалск           | 13 228              | 459                       |                                             |
| 9. Каларски              | 56 600     | 8160                | с. Чара                  | 1910                | 1221                      | Новая Чара                                  |
| 10. Калгански            | 3140       | 7743                | с. Калга                 | 3094                | 581                       |                                             |
| 11. Каримски             | 8160       | 35 478              | сгт Каримское            | 12 861              | 100                       | Дарасун, Курорт Дарасун                     |
| 12. Краснокаменски       | 5410       | 59 572              | гр. Краснокаменск        | 52 811              | 535                       |                                             |
| 13. Красночикойски       | 28 290     | 12 554              | с. Красни Чикой          | 7107                | 561                       |                                             |
| 14. Кирински             | 16 200     | 12 644              | с. Кира                  | 4246                | 445                       |                                             |
| 15. Могойтуйски          | 6230       | 26 416              | сгт Могойтуй             | 11 046              | 202                       |                                             |
| 16. Могочински           | 25 323     | 24 786              | гр. Могоча               | 13 785              | 709                       | Амазар, Давенда, Итака, Ключевски, Ксеневка |
| 17. Нерчински            | 5230       | 27 337              | гр. Нерчинск             | 14 945              | 305                       | Приискови                                   |
| 18. Нерчинско-Заводски   | 8920       | 9574                | с. Нерчински Завод       | 2528                | 656                       |                                             |
| 19. Оловянински          | 6270       | 36 468              | сгт Оловяная             | 7677                | 249                       | Золотореченск, Калангуй, Ясногорск          |
| 20. Ононски              | 6030       | 9955                | с. Нижни Цасучей         | 3188                | 278                       |                                             |
| 21. Петровск-Забайкалски | 9110       | 17 537              | гр. Петровск-Забайкалски |                     | 413                       | Баляга, Новопавловка, Тарбагатай            |
| 22. Приаргунски          | 4740       | 20 364              | сгт Приаргунск           | 7283                | 595                       | Кличка                                      |
| 23. Сретенски            | 15 190     | 21 793              | гр. Сретенск             | 6687                | 385                       | Кокуй, Уст Карск                            |
| 24. Тунгиро-Олекмински   | 43 770     | 1328                | с. Тупик                 | 919                 | 811                       |                                             |
| 25. Тунгокоченски        | 50 400     | 11 760              | с. Верх Усугли           | 2485                | 385                       | Вершино-Дарасунски                          |
| 26. Улетовски            | 16 500     | 18 577              | с. Улети                 | 6765                | 120                       | Дровяная                                    |
| 27. Хилокски             | 14 800     | 28 759              | гр. Хилок                | 10 786              | 261                       | Могзон                                      |
| 28. Чернишевски          | 12 770     | 32 899              | сгт Чернишевск           | 12 868              | 392                       | Аксьоново-Зиловское, Букачача, Жирекен      |
| 29. Читински             | 15 708     | 65 227              | гр. Чита                 |                     |                           | Атамановка, Новокручинински, Яблоново       |
| 30. Шелопугински         | 4400       | 7078                | с. Шелопугино            | 3045                | 462                       |                                             |
| 31. Шилкински            | 6440       | 39 772              | гр. Шилка                | 13 313              | 248                       | Первомайски, Холбон                         |

## Селско стопанство
Отглежда се едър рогат добитък, овце, свине, птици, коне, фуражни, зърнени култури, картофи, зеленчуци.
| хиляди хектара | 1698 | 1542,9 | 746,8 | 339,6 | 278,8 | 217,2 | 208,2 |